# Mecz piłkarski Barbados – Grenada (1994)
27 stycznia 1994 w ramach kwalifikacji do Pucharu Karaibów odbył się mecz piłkarski pomiędzy reprezentacjami Barbadosu i Grenady. Z powodu charakterystycznych przepisów oraz pozycji obu reprezentacji w kwalifikacjach, najlepszym rozwiązaniem w konkretnym momencie meczu najpierw dla Barbadosu, a później dla Grenady, było zdobycie gola samobójczego. Mecz został określony mianem „jednego z najdziwniejszych meczów piłkarskich w historii”.
Organizatorzy turnieju wprowadzili zasadę, że w każdym meczu musi być wyłoniony zwycięzca. W przypadku remisu o zwycięstwie decydowała dogrywka z zasadą złotego gola, liczonego podwójnie. Mecz zakończył się rezultatem 4:2, mimo że w dogrywce padła tylko jedna bramka. Barbados, aby zakwalifikować się do Pucharu Karaibów, potrzebował zwycięstwa dwiema bramkami. Kiedy Grenada strzeliła pod koniec meczu gola na 1:2, Barbados celowo strzelił gola samobójczego, co doprowadziło do dogrywki, gdzie również zdobył gola, zgodnie z przepisami liczonego za dwa.

## Tło
Puchar Karaibów 1994 rozgrywany w Trynidadzie i Tobago był piątą edycją Pucharu Karaibów. Kwalifikacje do tego turnieju odbywały się w różnych miejscach Karaibów na początku 1994 roku. W grupie pierwszej rozlosowano reprezentacje Barbadosu, Grenady i Portoryka. Organizatorzy turnieju postanowili, że w każdym meczu, zakończonym w regulaminowym czasie remisem, odbędzie się dogrywka z zasadą złotego gola, który będzie liczył się podwójnie. Kwalifikacje rozgrywane systemem każdy z każdym rozpoczęły się 23 stycznia, kiedy to Barbados uległ 0:1 drużynie Portoryka. Dwa dni później Grenada pokonała Portoryko 2:0 po dogrywce, dzięki zasadzie złotego gola. To zapewniło Grenadzie pierwsze miejsce w tabeli z trzema punktami. Aby zatem awansować do finałów, Barbados musiał pokonać Grenadę różnicą przynajmniej dwóch bramek:
| LP | Drużyna   | Pkt | M | W | P | G+ | G− | +/− |
| -- | --------- | --- | - | - | - | -- | -- | --- |
| 1  | Grenada   | 3   | 1 | 1 | 0 | 2  | 0  | +2  |
| 2  | Portoryko | 3   | 2 | 1 | 1 | 1  | 2  | -1  |
| 3  | Barbados  | 0   | 1 | 0 | 1 | 0  | 1  | -1  |

## Mecz
Mecz odbył się 27 stycznia na Stadionie Narodowym w Saint Michael w Barbadosie.
Podczas meczu Barbados strzelił dwa gole. Jednak w 83 minucie Grenada zdobyła bramkę na 1:2, co w tamtym momencie zapewniało jej awans. Przez następne kilka minut Barbados bezskutecznie próbował powiększyć prowadzenie. W związku z tym w 87. minucie piłkarze tej reprezentacji zaprzestali ataków, a obrońca Terry Sealey oraz bramkarz Horace Stoute rozpoczęli wymianę podań między sobą, zanim Sealey celowo zdobył bramkę samobójczą. Po tym wydarzeniu, przy remisie 2:2 i 3 minutach doliczonego czasu gry, piłkarze Grenady zorientowali się, że w takiej sytuacji awans da im strzelenie gola do dowolnej bramki. Doprowadziło to do sytuacji, w której Barbados bronił obu bramek. Grenada mimo starań nie zdołała zdobyć bramki samobójczej i 90 minut spotkania zakończyło się remisem 2:2.
W dogrywce gola zdobył piłkarz Barbadosu, Trevor Thorne, co zgodnie z przepisami ustaliło wynik meczu na 4:2 i dało awans tej reprezentacji:
| LP | Drużyna   | Pkt | M | W | P | G+ | G− | +/− |
| -- | --------- | --- | - | - | - | -- | -- | --- |
| 1  | Barbados  | 3   | 2 | 1 | 1 | 4  | 3  | +1  |
| 2  | Grenada   | 3   | 2 | 1 | 1 | 4  | 4  | 0   |
| 3  | Portoryko | 3   | 2 | 1 | 1 | 1  | 2  | -1  |

## Po meczu

### Reakcje
Mecz początkowo nie był szeroko komentowany w mediach ze względu na fakt, iż spotkanie to było rodzajem miejskiej legendy w sporcie.
Na pomeczowej konferencji prasowej trener Grenady James Clarkson skrytykował zasady, twierdząc, że poczuł się „oszukany”, piłkarze w trakcie meczu nie wiedzieli, którą bramkę atakować, a osoba, która ustaliła przepisy, powinna „zgłosić się do szpitala psychiatrycznego”.
Zasada złotego gola liczonego podwójnie została użyta w trakcie eliminacji do Pucharu Karaibów 1994 pięciokrotnie, jednak po wyżej wymienionym meczu została zniesiona.

### Puchar Karaibów
W Pucharze Karaibów Barbados grał w grupie A, remisując 1:1 z Dominiką, przegrywając 0:2 z Trynidadem i Tobago oraz remisując 2:2 z Gwadelupą. Te wyniki nie pozwoliły Barbadosowi na wyjście z grupy.
| LP | Drużyna           | Pkt | M | W | R | P | G+ | G− | +/− |
| -- | ----------------- | --- | - | - | - | - | -- | -- | --- |
| 1  | Trynidad i Tobago | 7   | 3 | 2 | 1 | 0 | 7  | 0  | +7  |
| 2  | Gwadelupa         | 5   | 3 | 1 | 2 | 0 | 7  | 2  | +5  |
| 3  | Barbados          | 2   | 3 | 0 | 2 | 1 | 3  | 5  | -2  |
| 4  | Dominika          | 1   | 3 | 0 | 1 | 2 | 1  | 11 | -10 |